# Diastatops estherae
Diastatops estherae is een libellensoort uit de familie van de korenbouten (Libellulidae), onderorde echte libellen (Anisoptera).
De wetenschappelijke naam Diastatops estherae is voor het eerst geldig gepubliceerd in 1940 door Montgomery.